# Haling
Een haling is een staande golf in een ingesloten of gedeeltelijk ingesloten watermassa. In het Nederlands wordt een haling ook vaak met de internationale naam seiche aangeduid.
Halingen en daaraan gerelateerde verschijnselen worden waargenomen op meren, baaien, havens en zeeën, maar ook op kleine schaal in zwembaden. De belangrijkste vereiste voor de vorming van een haling is dat het waterbekken ten minste gedeeltelijk wordt begrensd, zodat de staande golf kan worden gevormd.
De term seiche werd gepromoot door de Zwitserse hydroloog François-Alphonse Forel in 1890, die als eerste wetenschappelijke observaties deed van het effect in het Meer van Genève in Zwitserland. Het woord is afkomstig uit het Zwitsers-Franse dialect dat "heen en weer zwaaien" betekent. Dit woord werd daar in de regio gebruikt om oscillaties in bergmeren te beschrijven. Volgens Wilson (1972) komt dit Zwitsers-Franse dialectwoord van het Latijnse woord "siccus" dat "drogen" betekent, d.w.z. naarmate het water zich terugtrekt, droogt het strand op. De term is waarschijnlijk ook verwant aan het Franse woord "sèche" (gedroogd).

Halingen in havens kunnen worden veroorzaakt door lange golven, die het gevolg zijn van subharmonische niet-lineaire golfinteractie met de windgolven, met periodes die langer zijn dan de begeleidende windgolven.

Een staande golf(zwart) weergegeven als de som van twee lopende golven die in verschillende richting lopen (blauw en rood).

## Oorzaken en aard
Halingen zijn buiten het bekken (dus op dieper water) vaak niet waarneembaar met het blote oog, en waarnemers in schepen aan de oppervlakte merken misschien niet dat een haling op zee plaatsvindt vanwege de extreem lange golflengte.
Het effect wordt veroorzaakt door resonanties in een watermassa die regelmatig verstoord wordt door een of meer factoren, meestal meteorologische effecten (variaties in wind en atmosferische druk), seismische activiteit of meteotsunami's. Deze regelmatige verstoring kan een slingering in het bekken veroorzaken (een golf dus). En als de looptijd van deze golf door het bekken zodanig is dat hij precies een heel aantal keren heen en weer kan lopen door het bekken krijg je opslingering. De looptijd van een golf wordt bepaald door loopsnelheid van de golf (c). Deze is een functie van de waterdiepte (h): {\displaystyle c={\sqrt {gh}}}. Hierin is g de versnelling van de zwaartekracht.
Herhaalde reflecties produceren staande golven met een of meer knooppunten of punten die geen verticale beweging ondergaan. De frequentie van de oscillatie wordt bepaald door de grootte van het bekken, de diepte. Ook de precieze vorm en in mindere mate ook de watertemperatuur spelen een rol.
De langste natuurlijke periode van een haling is de periode die verband houdt met de fundamentele resonantie voor de watermassa - overeenkomend met de langste staande golf. Voor een rechthoekig bekken is dat het geval als golflengte de helft is van de bekkenlengte. Dit is het geval als:
{\displaystyle T={\frac {2L}{\sqrt {gh}}}}
waarbij T de periode van de haling is is en L de lengte van het bekken.
Harmonischen van hogere orde worden ook waargenomen. De periode van de tweede harmonische is de helft van de natuurlijke periode, de periode van de derde harmonische is een derde van de natuurlijke periode, enzovoort.
Seiches zijn waargenomen op zowel meren als zeeën. De belangrijkste vereiste is dat de watermassa gedeeltelijk wordt beperkt om de vorming van staande golven mogelijk te maken.Er moet dus een al dan niet gedeeltelijk afgesloten bekken zijn Regelmaat van geometrie is niet vereist; zelfs bij havens met buitengewoon onregelmatige vormen worden halingen waargenomen met zeer stabiele frequenties.

## Seiches in meren
Laagritmische seiches zijn bijna altijd aanwezig op grotere meren. Ze zijn meestal niet waarneembaar tussen de veel voorkomende golfpatronen, behalve tijdens perioden van ongewone rust. Havens, baaien en estuaria zijn vaak vatbaar voor opslingerende seiches met amplitudes van enkele centimeters en periodes van enkele minuten.
De oorspronkelijke studies in het Meer van Genève door François-Alphonse Forel vonden dat de longitudinale periode een cyclus van 73 minuten heeft en de transversale seiche een periode van ongeveer 10 minuten. Andere meren die bekend staan om hun regelmatige seiches zijn het Wakatipumeer in Nieuw-Zeeland, dat een cyclus heeft van 27 minuten en waarbij de waterstand in Queenstown met 20 centimeter varieert. Seiches kunnen ook ontstaan in half ingesloten zeeën; op de Noordzee heeft een haling in de lengte vaak een duur van ongeveer 36 uur.

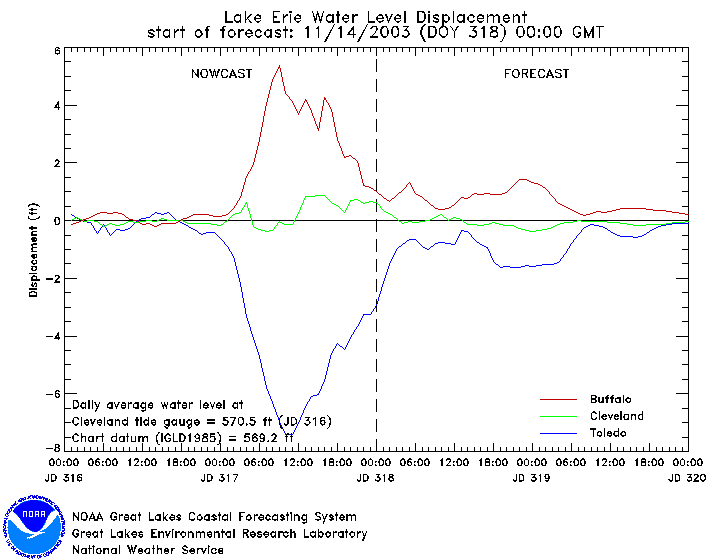

De US-National Weather Service geeft laagwateradviezen uit voor delen van de Amerikaanse Grote Meren wanneer de kans groot is dat er seiches van 60 cm of meer voorkomen. Het Eriemeer is bijzonder vatbaar voor door de wind veroorzaakte seiches vanwege de ondiepte en de verlenging op een noordoost-zuidwestelijke as, die vaak overeenkomt met de richting van de heersende winden en daardoor een maximale strijklengte geeft. Deze kunnen leiden tot extreme seiches tot 5 meter tussen de uiteinden van het meer.
Het effect is enigszins vergelijkbaar met een stormvloed langs zeekusten, maar het seiche-effect kan enige tijd heen en weer slingeren over het meer, terwijl een stormvloed over het algemeen maar een piek heeft. In 1954 veroorzaakten de restanten van de orkaan Hazel een waterstandsverhoging door seiches op langs de noordwestelijke kustlijn van Ontariomeer in de buurt van Toronto, waardoor grote overstromingen ontstonden langs de zuidkust.
Seiches in het meer kunnen heel snel voorkomen: op 13 juli 1995 zorgde een grote seiche op Bovenmeer er voor dat het waterpeil daalde en vervolgens binnen vijftien minuten weer met een meter steeg, waardoor sommige boten aan de dokken op hun ligplaats bleven hangen toen het water zich terugtrok. Hetzelfde stormsysteem dat in 1995 de seiche op het Bovenmeer veroorzaakte, had een soortgelijk effect in het Huronmeer, waarbij het waterpeil in Port Huron in twee uur tijd met 1,8 m veranderde. Op Het Michiganmeer werden acht vissers weggevaagd van pieren bij Montrose en North Avenue Beaches en verdronken toen een 3m hoge haling de waterkant van Chicago op 26 juni 1954 trof.

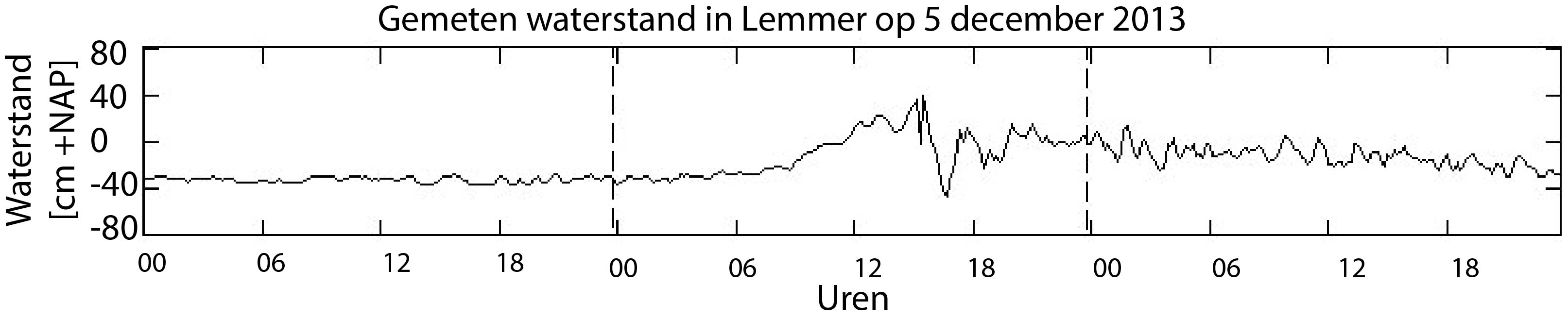
Waargenomen seiche bijLemmer

Ook in het IJsselmeer komen seiches voor. Bij het IJsselmeer is de diepte zo klein ten opzichte van de lengte dat de opslingering niet extreem groot wordt.
Dit voorbeeld laat zien dat in dat geval de opslingering vrij beperkt is, en dat de buistoot zelf veel meer effect heeft.
Meren in seismisch actieve gebieden lopen ook het risico van seiches. Door een aardbeving of afschuiving kan er plotseling een verandering in de waterstand optreden (vergelijk dit met een steen die in een plas valt). Deze kan een tsunami veroorzaken. De als de loopsnelheid van deze golf zodanig is dat de golflengte gelijk is aan de halve of hele lengte van het meer, kan dit gaan opslingeren zo een seiche veroorzaken. Gebleken is dat de oevers van Lake Tahoe in de prehistorie mogelijk zijn getroffen door seiches en/of tsunami's tot wel 10 meter hoog, en lokale onderzoekers hebben opgeroepen om dit risico in noodplannen voor de regio op te nemen. Uit de geologische data is echter niet af te leiden of de waterstandsverhoging primair veroorzaakt was of door de tsunami of door de seiches.

## Seiches in zeeën en baaien
Seiches zijn waargenomen in zeeën zoals de Adriatische Zee en de Oostzee. Dit resulteert in de overstroming van respectievelijk Venetië en Sint-Petersburg. In Sint-Petersburg komen in de herfst veelvuldig overstromingen als gevolg van seiches langs de rivier de Neva voor. De seiche wordt aangedreven door een lagedrukgebied in de Noord-Atlantische Oceaan dat zich aan land beweegt, wat aanleiding geeft tot cyclonische dieptepunten in de Oostzee. De lage druk van de cycloon zuigt meer dan normale hoeveelheden water aan in de vrijwel door land ingesloten Oostzee. Terwijl de cycloon landinwaarts voortschrijdt, ontstaan in de Oostzee lange, laagfrequente seichegolven met golflengtes tot enkele honderden kilometers. Wanneer de golven de smalle en ondiepe Neva-baai bereiken, worden ze veel hoger - waardoor ze uiteindelijk de dijken van de Neva overstromen. Om overstroming van Sint-Petersburg te voorkomen is daar nu een stormvloedkering (Sind-Petersburgdam) gebouwd. Soortgelijke verschijnselen worden waargenomen in Venetië, resulterend in het MOSE-project, een systeem van 79 mobiele barrières ontworpen om de drie ingangen van de lagune van Venetië te beschermen.
De Baai van Nagasaki is een typisch gebied in Japan waar van tijd tot tijd seiches worden waargenomen, meestal in de lente - vooral in maart. Op 31 maart 1979, het getij-station Nagasaki registreerde een maximale stijging van de waterstand met 2,8 meter, op die locatie als gevolg van de seiche. De maximale peilverhoging in de hele baai tijdens deze seiche-gebeurtenis heeft naar schatting een niveau van 4,70 meter bereikt, aan het uiteinde van de baai. Seiches in West-Kyushu - inclusief Nagasaki Bay - worden vaak veroorzaakt door een lage atmosferische druk die ten zuiden van het eiland Kyushu passeert. Seiches in Nagasaki Bay hebben een periode van ongeveer 30 tot 40 minuten. Lokaal wordt seiche (副 振動 fukushindō) abiki (あ び き) genoemd. Het woord abiki wordt verondersteld te zijn afgeleid van 網 引 き (amibiki), wat letterlijk betekent: het wegslepen (引 き (biki)) van een visnet (網 (ami)). Seiches veroorzaken niet alleen schade aan de lokale visserij, maar kunnen ook leiden tot overstromingen van de kust rond de baai en tot vernietiging van havenfaciliteiten.
Soms kunnen tsunami's seiches produceren als gevolg van lokale geografische bijzonderheden. De tsunami die Hawaï in 1946 trof, had bijvoorbeeld een interval van vijftien minuten tussen golffronten. De natuurlijke resonantieperiode van de baai van Hilo is ongeveer dertig minuten. Dat betekende dat elke tweede golf in fase was met de beweging van de baai van Hilo, waardoor een seiche in de baai ontstond. Als gevolg hiervan leed Hilo ergere schade dan enige andere plaats op Hawaï, waarbij de gecombineerde tsunami en seiche een hoogte van 8 meter bereikten langs de oever, waarbij alleen al in de stad 96 mensen omkwamen. Seiches kunnen na een tsunami enkele dagen aanhouden.

## Halingen bij havenbekkens

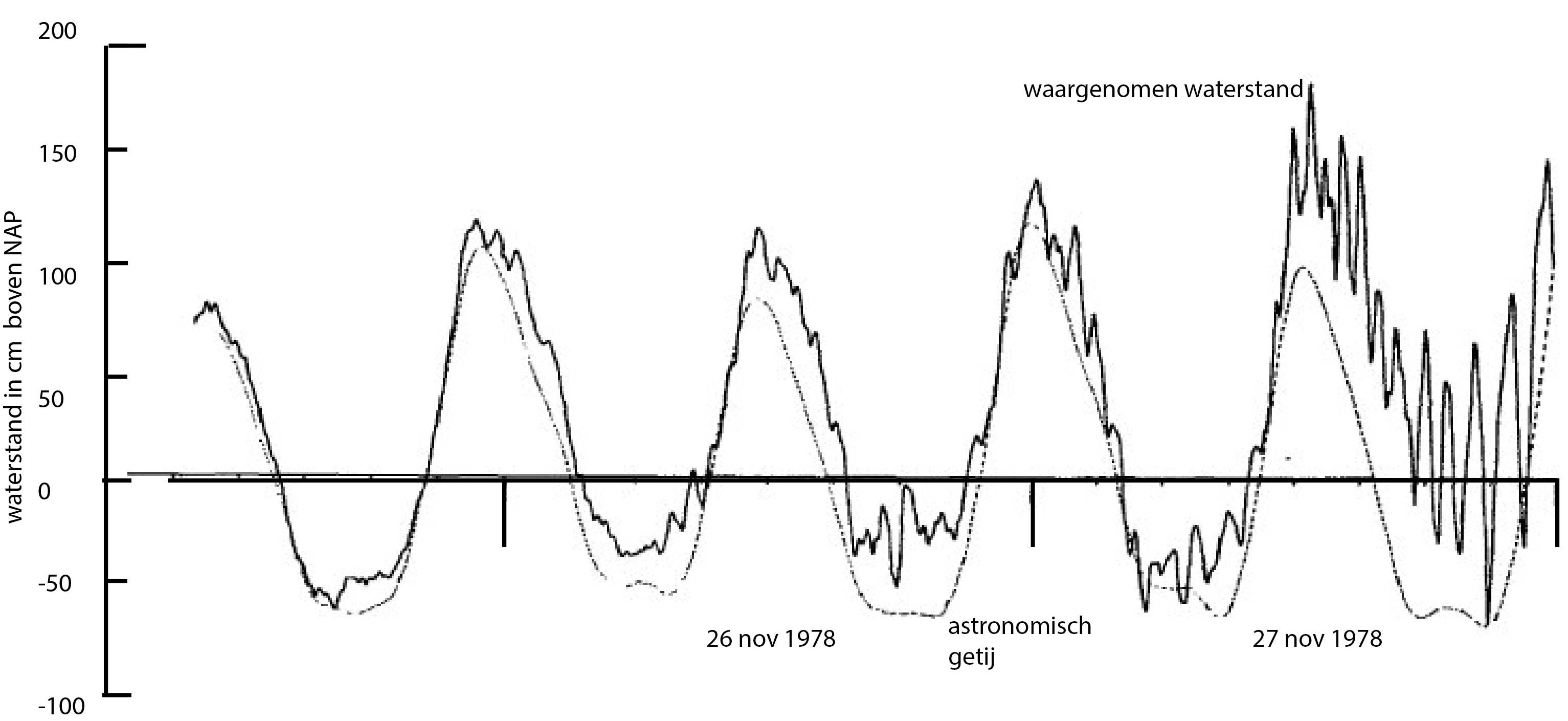
Seiches waargenomen bij de Rozenburg sluis

Als er op zee een (lage) oscillatie is die een golflengte heeft die een heel aantal malen de lengte van het havenbekken heeft, kunnen er in het havenbekken ook opslingeringen optreden. Met name dit type halingen zijn voor de Nederlandse kust heel belangrijk. In het verleden vormden seiches in het havenbekken van IJmuiden een probleem vanwege de bediening van de zeesluizen. Door een betere constructie doen deze problemen zich niet meer voor. Seiches worden overigens nog wel in IJmuiden geregistreerd. Bij een seichewaarschuwing wordt er een beheermaatregel genomen door de maximale schutdiepgang te verminderen met een halve meter. Zo wordt de kielspeling vergroot om bij het optreden van een haling de drempel van de sluis niet te raken. In het Rotterdamse havenbekken komen seiches met een amplitude van meer dan 25 centimeter gemiddeld ongeveer acht maal per jaar voor, met name in de maanden augustus tot en met maart. Hiervoor ontstaan er ook operationele problemen in het Rotterdamse havengebied. Seiches kunnen in de aan het het Calandkanaal gelegen Brittaniëhaven de laaggelegen kades van de ro-ro terminals doen overlopen. Het probleem is hierbij dat de waterstandsverhoging vrij plotseling optreedt, het hoog water is plotseling hoger waardoor de kade onverwacht onderloopt. Zie ook bijgaande grafiek van waargenomen halingen waardoor het sluisplateau van de Rozenburgsesluis plotseling onderliep op 27 november 1978.
Een ander probleem kan zijn dat de halingen in een havenbekken zo groot worden dat schepen niet meer voldoende stil aan de kade kunnen afmeren. Bij het ontwerp van een havenbekken wordt dan ook altijd nagegaan wat de eigenfrequentie van dat bekken is, en of deze frequentie ook in het ter plekke optredende seiche-spectrum aanwezig is. Als dat het geval is, zal de geometrie van het bekken aangepast moeten worden. Voor een rechthoekig bekken is de eigenfrequentie eenvoudig te bepalen met de in de inleiding genoemde formule, maar voor een bekken met een afwijkende vorm of meerdere deel bekkens zal een numerieke berekening gemaakt moeten worden.
Bij het toelatingsbeleid van diepstekende zeeschepen moet ook rekening worden gehouden met het optreden van seiches. In de sluitingsstrategie van de Maeslantkering in de Nieuwe Waterweg spelen seiches eveneens een rol. Een seiche kan tijdens de sluiting tijdelijk een negatief verval (d.w.z. achter de kering treedt een hogere waterstand op dan voor de kering) veroorzaken en zodoende de integriteit van de constructie bedreigen. Voor het ontwerp van de Tweede Maasvlakte moest meer bekend zijn over het optreden van seiches. Daarom is daar toen specifiek onderzoek naar gedaan. Vooral over het voorkomen van seiches tijdens extreme stormen is nog onvoldoende bekend.

## Onderwater (interne) golven

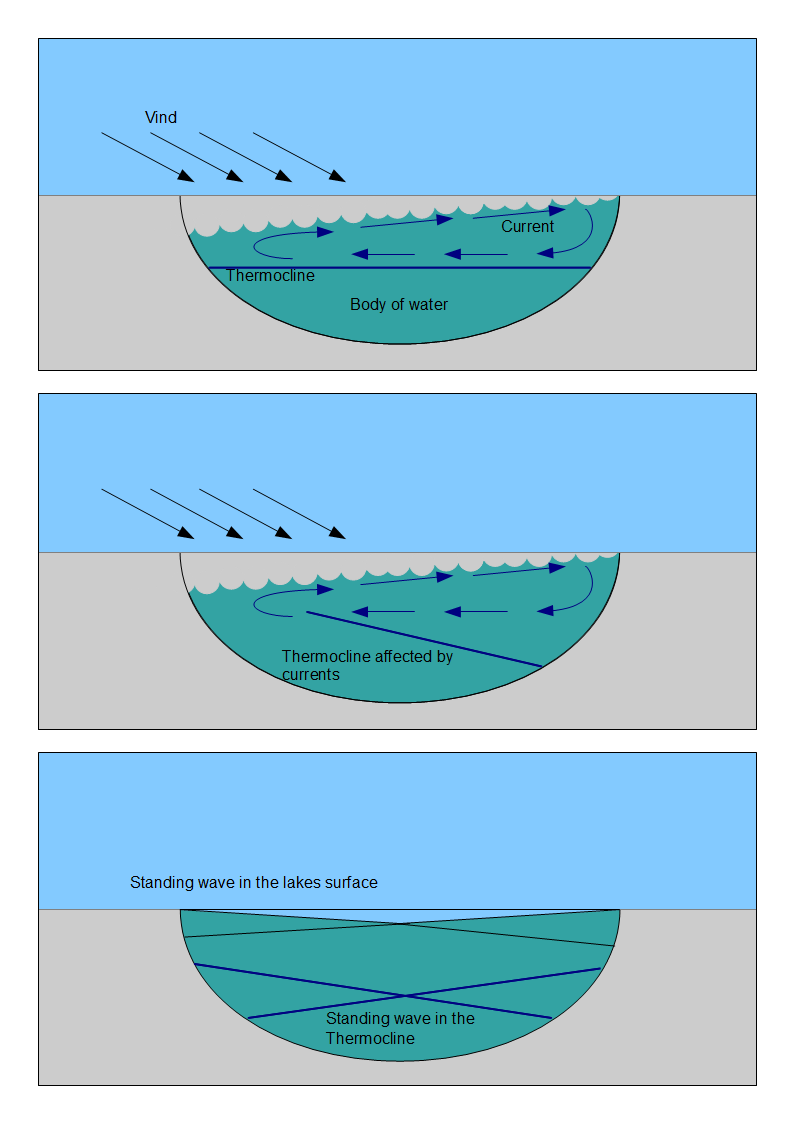
Illustratie van het ontstaan van interne seiches

Seiches worden ook waargenomen onder het wateroppervlak die langs de thermocline in beperkte watermassa's werken. Identiek als aan het wateroppervlak kan ook een haling ontstaan op het grensvlak tussen twee waterlagen met verschillende dichtheid (meestal veroorzaakt door temperatuurverschil, maar het kan ook door verschil in zoutgehalte). Zoals gebruikelijk bij interne golven hebben deze vaak een veel grotere golfhoogte dan oppervlaktegolven. Hun loopsnelheid is over het algemeen langzamer dan oppervlaktegolven. Aan de oppervlakte zijn interne seiches nauwelijks waar te nemen, maar zij kunnen wel problemen geven als de top van ge golf de onderkant van een schip raakt.